# Monte da Guia

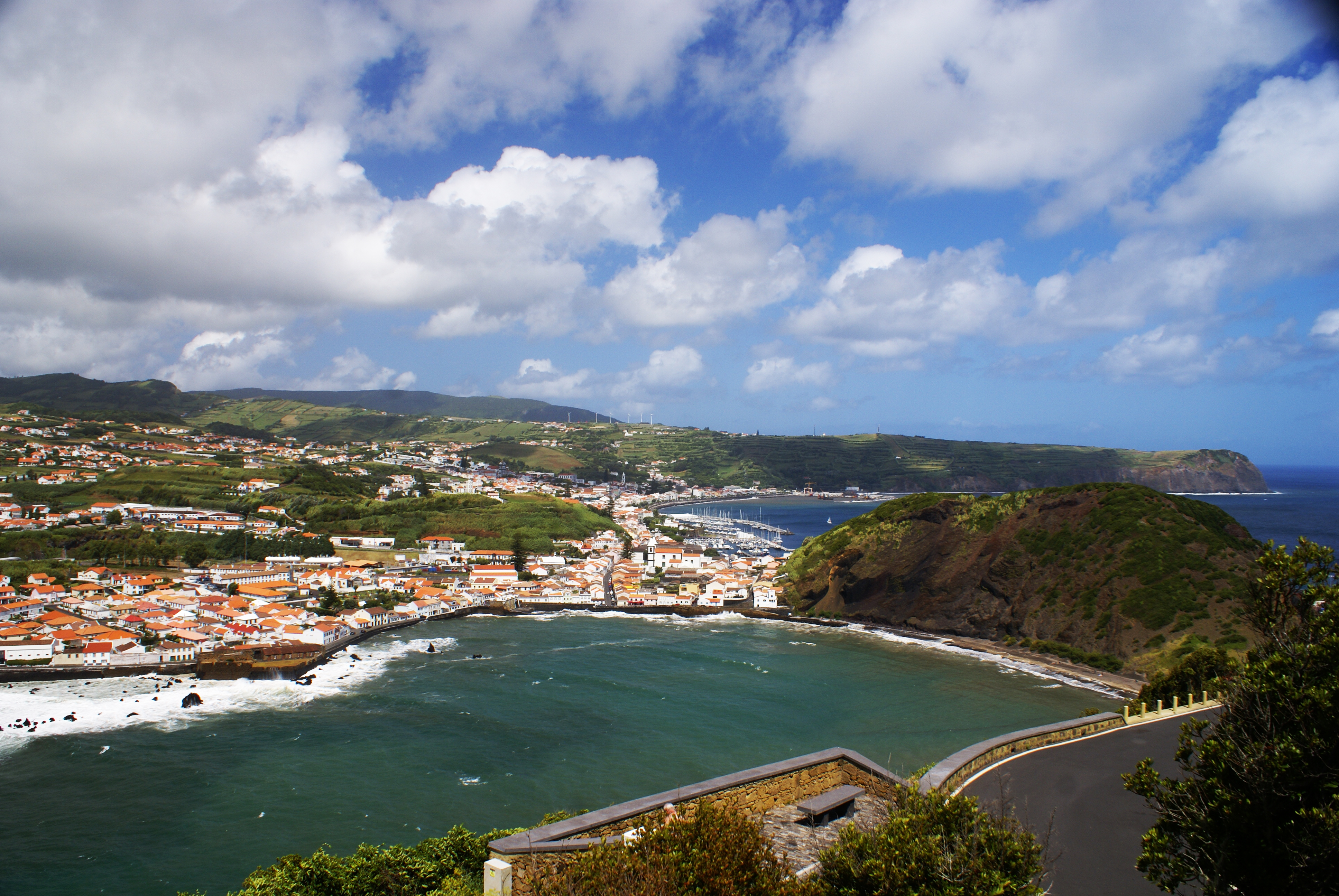
Vista parcial da cidade da Horta a partir do Monte da Guia.

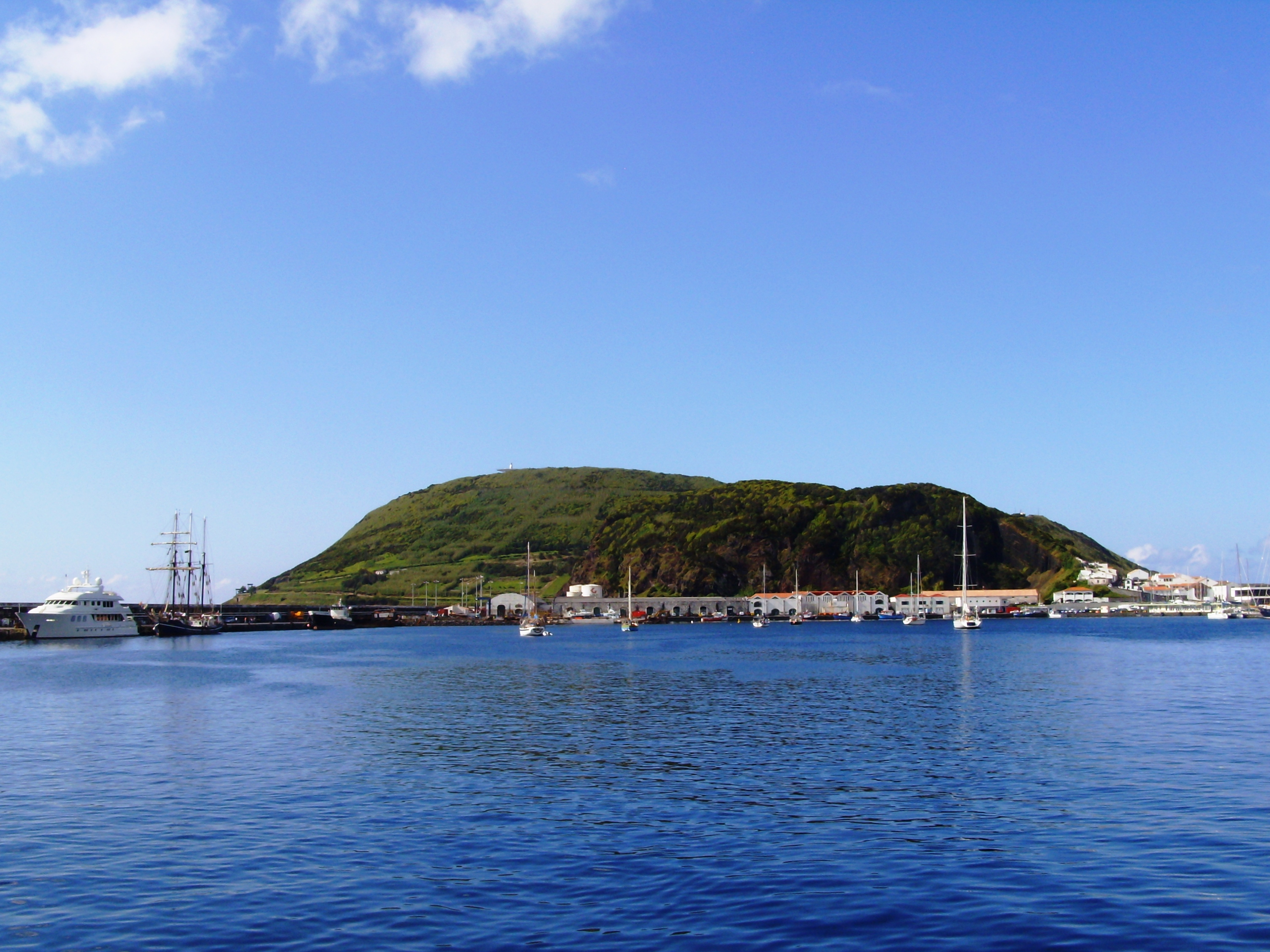
Monte da guia.

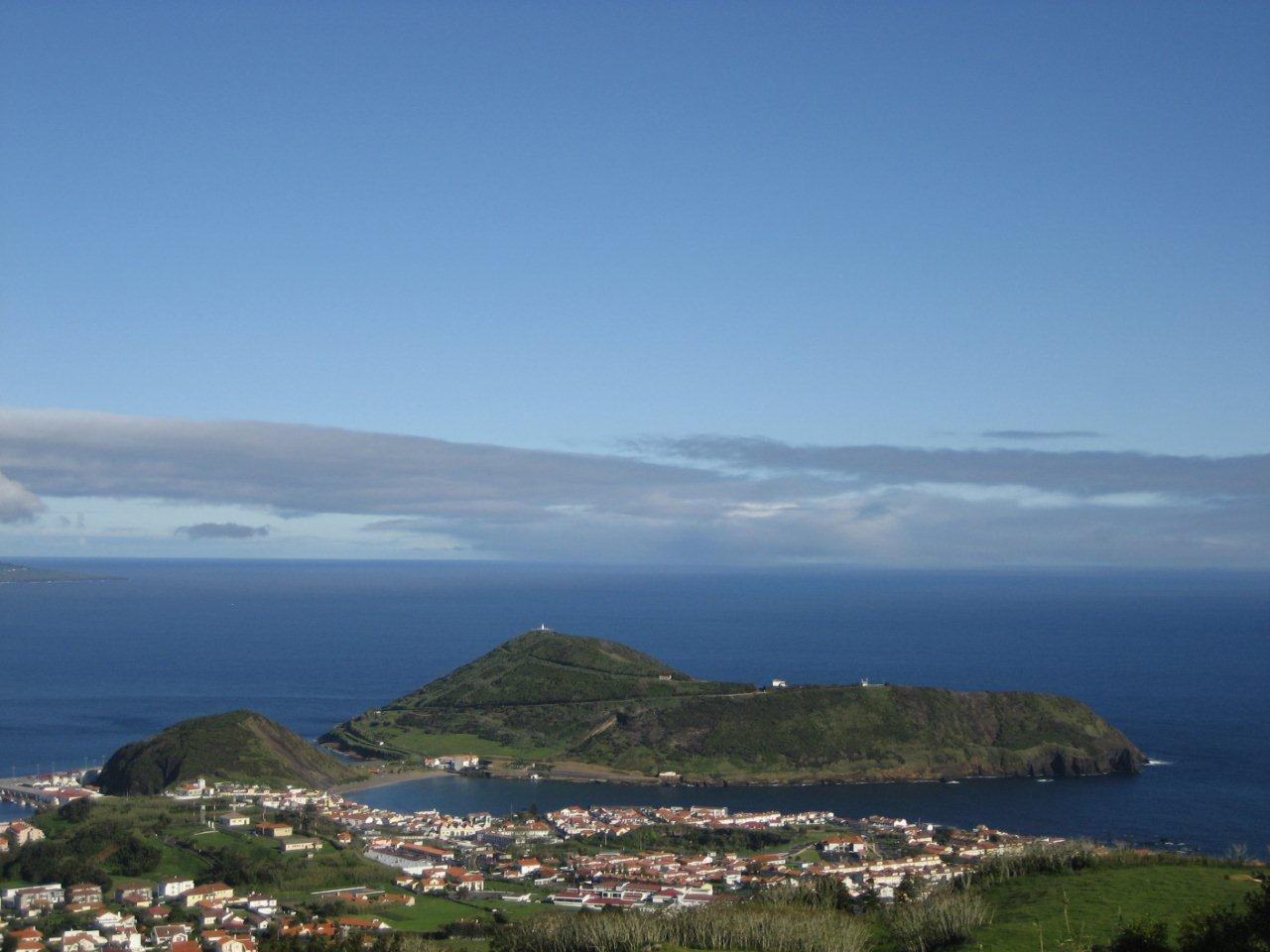
Monte da guia.

O Monte da Guia é um cone vulcânico, com duas crateras semicirculares parciamente instersectantes, constituído por tufos hialoclastíticos fortemente palagonitizados, localizado junto à cidade da Horta, ilha do Faial, no arquipélago dos Açores.

## Descrição
Esta estrutura geológica, mesmo às portas da cidade da Horta, com origem vulcânica que dá forma ao espaço da Paisagem Protegida do Monte da Guia, é na prática um cone vulcânico com 145 metros de altura e com origem submarina.
Geologicamente é formado por várias camadas de tufo sobrepostas e estratificadas paralelamente às vertentes da superfície. Surgem depósitos piroclásticos de natureza hidromagmática, parcialmente litificados, vulgarmente denominados tufos palagoníticos.
O nome terá o ido buscar à imagem de Nossa Senhora da Guia, padroeira dos pescadores e cuja Ermida de Nossa Senhora da Guia localizada no cimo do monte domina a paisagem.
O lado voltado para a cidade da Horta, apresenta um declive relativamente suave, tendo em tempos antigos sido dividido em compartimentos regulares, aos quais foram dados usos variados, entre os quais jardins, e campos de cultivo, particularmente de milho.
Este monte encontra-se fortemente ligado a Caça à Baleia restando ainda construções que recordam esses tempos, bem como outras ligadas as amarrações dos cabos submarinos que atravessavam o Atlântico e particularmente à passagem pela ilha do Faial da família Dabney.
Para se chegar ao cimo do monte basta seguir um caminho que desde a entrada do Porto da Horta conduz à crista do monte, local de onde se obtêm uma vista excelente a cidade da horta, a ilhas do pico, a ilha de São Jorge e a ilha Graciosa, além de um imenso mar que enche o horizonte.
No cimo do monte próximo à capela dedicada à invocação de Nossa Senhora da Guia, existem as instalações do que foi uma bateria militar dotada por casamata, e instalações de Apoio ao Aeroporto da Horta.
O interior da cratera vulcânica que deu origem a este monte apresenta-se com aspecto afunilado e voltado ao sul. O mar que entretanto erodiu a parte voltada ao oceano entra livremente na vasta depressão, conhecida por Caldeira do Inferno ou Baía das Caldeirinhas. No local, é possível observar a gaivota-argêntea, o pombo-das-rochas e o garajau-comum, entre várias outras espécies de aves que procuram este local para nidificar e descanso.
Conjuntamente Monte Queimado, mesmo ao lado, e áreas as envolventes integra a denominada Paisagem Protegida do Monte da Guia.
Aqui, encontram-se plantas como a Faial-das-ilhas, a urze, o incenso, a tarmagueira, o perrexil-do-mar e, no istmo arenoso, entre os dois montes, a convolvulácea Ipomoea stolonifera rara no arquipélago.
Dado a sua fronteira marítima apresenta vários locais utilizados para o mergulho, particularmente nas vertentes submarinas voltadas ao oceano, local de encostas mais erodidas, dado que as voltadas à Baía do Porto Pim tem resistido mais às intempéries, porque lhe ficam mais protegidas.
Este monte liga-se ao resto da ilha por uma estreita faixa de terra que o delimita juntamente com o Monte Queimado à Baía do Porto Pim.